# Faro de Bøkfjord
El Faro de Bøkfjord (en noruego: Bøkfjord fyr) es un faro situado en la desembocadura del Bøkfjorden en el condado de Finnmark, al norte de Noruega. Se encuentra a unos 20 kilómetros (12 millas) al norte de la ciudad de Kirkenes en la municipalidad de Sør-Varanger, a unos 26 kilómetros (16 millas) al oeste de la frontera con Rusia. El faro fue fundado en 1910 y reconstruido entre 1947 y 1948, después de haber sido destruido durante la Segunda Guerra Mundial. El faro fue catalogado como un sitio protegido en 1998 y fue automatizado en 2006. La torre del faro es blanca, de 10 metros (33 pies) de alto, cuadrada, y de hormigón tiene una habitación cilíndrica de color rojo en la parte superior. El faro emite dos destellos blancos cada 15 segundos. La luz se puede ver a un máximo de 16,2 millas náuticas (de 30,0 km; 18.6 millas terrestres). La luz es emitida a una altitud de 33 metros (108 pies) sobre el nivel del mar. El sitio es accesible solo por barco, y está cerrado al público. 